# Winnie the Pooh (phim 2011)
Winnie the Pooh là một bộ phim hoạt hình âm nhạc hài hước truyền thống theo lối hư cấu của Mỹ năm 2011, được sản xuất bởi Walt Disney Animation Studios và phát hành bởi hãng Walt Disney Pictures. Đây là bộ phim hoạt hình điện ảnh thứ 51 trong seri Walt Disney Animated Classics.1 Lấy cảm hứng từ bộ truyện cùng tên của nhà văn A.A.Milne, bộ phim là một phần trong bản quyền Winnie the Pooh của Disney, bộ phim nhạc kịch Winnie the Pooh thứ năm được phát hành, và là bộ phim hoạt hình về truyện Winnie the Pooh thứ hai của Walt Disney Animation Studios. Jim Cummings tham gia với vai trò lồng tiếng cho nhân vật Winnie the Pooh và Tiger, trong đó lần lượt những nghệ sĩ mới như Travis Oates, Tom Kenny, Craig Ferguson, Bud Luckey và Kristen Anderson -Lopez lồng tiếng cho các nhân vật Piglet, Rabbit, Owl, Eeyore và Kanga. Trong phim, các cư dân kể trên của Khu rừng Trăm tuổi đã cùng nhau tìm kiếm và giải cứu Christopher Robin, người bị một thủ phạm hư cấu bắt cóc, trong khi gấu Pooh liên tục bị ám ảnh bởi cơn đói mật ong. Bộ phim được đạo diễn bởi Stephen Anderson và Don Hall, trong đó các nhà biên kịch là AA Milne và Burny Mattinson. Phim được sản xuất bởi Peter Del Vecho, Clark Spencer, John Lasseter, Craig SOST, với người dẫn chuyện là John Cleese.
Phim được phát hành vào ngày 15 tháng 4 năm 2011 tại Vương quốc Anh và 15 tháng 7 năm 2011 tại Hoa Kỳ. Nhà sản xuất của bộ phim suốt từ đầu tháng 9 năm 2009 là John Lasseter khẳng định rằng họ muốn tạo ra một bộ phim mà sẽ "vượt qua nhiều thế hệ". Nhạc phim gồm có sáu bài hát của Kristen Anderson-Lopez và Robert Lopez, trong đó nhạc nền phim là bài 'Winnie the Pooh' của Sherman Brothers do nữ diễn viên, ca nhạc sĩ Zooey Deschanel trình bày.

## Chú giải
1. ^ Vì mục đích marketing, Winnie the Pooh bị gỡ ra khỏi danh sách ở U.K., và Wreck-It Ralph thế vào vị trí thứ 51.[7]